# Smokkelklomp
Smokkelklompen waren klompen die door kleine smokkelaars (ook pungelaars genaamd) in de Belgisch-Nederlandse grensstreek gebruikt werden om de douaniers om de tuin te leiden.
Aan de onderzijde waren de zool en de hak verwisseld, zodat de opsporingsambtenaren het spoor van de smokkelaars in de verkeerde richting volgden.
De smokkelklompen werden gebruikt in de jaren 20 en 30 van de 20e eeuw en zijn in enkele streekmusea in het grensgebied nog te vinden.